# William Burrell
Sir William Burrell (Glasgow, 9 luglio 1861 – Hutton Castle, 29 marzo 1958) è stato un armatore e filantropo britannico.
Terzo di nove figli di una famiglia di armatori, Burrell iniziò ad operare nell'impresa di famiglia nel 1875, all'età di 14 anni, e in seguito, alla morte del padre, prese in mano le redini della ditta. Burrell e i fratelli diventarono imprenditori di successo, grazie alla tecnica di acquistare nuove navi quando l'economia stava andando male e di sfruttarle quando ripartiva. Operando in questo modo, la famiglia diventò molto ricca, situazione che permise a Burrell di dedicarsi al collezionismo di pezzi di antiquariato, sfruttando anche in questo campo il suo senso degli affari.
Nel 1902 sposò Constance Mitchell, figlia di un altro armatore, e nel 1927 fu nominato cavaliere per il suo servizio nel mondo delle arti e per i suoi meriti sul lavoro.
Nel 1944 Burrell donò la sua collezione alla città di Glasgow, insieme a 250.000 sterline da utilizzare per ospitarla. Come condizione per la donazione pose che la collezione dovesse essere ospitata fuori città, in una zona rurale; questo fatto rappresentò un problema fino a quando il comune acquistò la zona di Pollok Country Park. Solo dopo molti anni fu costruito un museo dedicato alla collezione, aperto nel 1983, anche se può in realtà ospitare solo una parte della collezione: la raccolta di mobili scozzesi del XVII secolo è invece ospitata a Provand's Lordship, sempre a Glasgow.
Burrell morì nel 1958 a Hutton Castle, negli Scottish Borders, all'età di 96 anni.